# 7258 Pettarin
7258 Pettarin (1994 EF) là một tiểu hành tinh vành đai chính.